# カリン・チュ
カリン・チュ（karine Chu、1984年12月1日 - ）は、女性ファッションモデル。ブラジル南部出身。スペースクラフト所属。
イタリア人と中国人のハーフ。当初は香港を拠点に活動していたが、2004年から日本での活動を開始。2006年1月号からVoCE専属モデルとして活動している。既婚者でもある。

## 掲載された主な雑誌
- Voce（専属）
- Style
- Frau
- 25ans
- BAILA
- Domani
- ヴァンテーヌ
- LUCi
- CREA
- セシール

## CM
- 江崎グリコ「ムースポッキー」
- 花王「エモリカ バスタイムローション」
- ロート製薬「アルガード プレテクト」

## テレビ出演
- easy sports（テレビ朝日、2009年9月14日-9月18日、VoCEとのコラボレーションで、東京メトロ･表参道駅から明治神宮前駅までの一駅分ウォーキング）

## その他
- ウェブドラマ

ブラウン『虜になる香り』キャンペーン - 憧れの女性（井伊 香）役
- 「なんばパークス」イメージモデル